# Misère (chanson)
Pour les articles homonymes, voir Misère.

Misère est une chanson écrite par Coluche en 1978.
Elle est une critique des chansons engagées des années 1970. L'humoriste reprend une phrase de Maxime Le Forestier qui déclarait, à propos de sa chanson Parachutiste, qu'une chanson engagée « ne doit passer ni à la radio ni à la télévision »[réf. non conforme]. Misère est également le nom de la chienne de Maxime Le Forestier.
Coluche fait référence à Pierre Bénichou en le citant en tant que compositeur de la chanson. Celui-ci raconte que Coluche voulait à tout prix le mentionner dans sa chanson. Annoncé au départ comme parolier, Bénichou signale à Coluche qu'il risquerait de percevoir des droits d'auteurs. C'est ainsi qu'il est cité en tant que compositeur, le journaliste n'étant pas connu pour ses talents de musicien. Il cite aussi son ami Jean-Louis Chotard, comme parolier (« De Jean-Louis Chotard et Gérard Grandjean, sur une musique de Pierre Bénichou et Marie Grospierre, Misère »).
Lors d'une représentation dans l'émission Les Rendez-vous du dimanche présenté par Michel Drucker, Coluche évoque l'arrivée au pouvoir de la gauche en France en 2012, ce qui adviendra effectivement,.